# Los Abades
La subregión de Los Abades es una de las 13 subregiones del departamento colombiano de Nariño.
Comprende los municipios de Providencia, Samaniego y Santacruz, que abarcan un total de 1 362 kilómetros cuadrados.

## Población
En 2015 la población comprendía un total de 87 436 habitantes, que correspondía al 5,27 % del total del departamento de Nariño; de estos 29 411 estaban ubicados en el sector urbano y 58 025 en el sector rural. En cuestión de género el 51 % eran hombres y el 49 % mujeres.

## Economía
Las principales actividades económicas están basadas en el sector agropecuario, destacándose el cultivo de caña de azúcar, café, maíz, fríjol, cebolla cabezona, plátano, cítricos y frutales; igualmente es importante la explotación de los ganados bovino y otras especies menores. También cabe resaltar las actividades minera y artesanal.